# Pimobendan
Il pimobendan è un composto chimico di formula C19H18N4O2.

## Caratteristiche strutturali e fisiche
Si tratta di un derivato benzimidazolico-piridazinonico.
| N. di atomi pesanti                              | 25             |
| N. di donatori di legami a idrogeno              | 2              |
| N. di accettori di legami a idrogeno             | 4              |
| N. di elementi stereogenici atomici non definiti | 1              |
| N. di legami ruotabili                           | 3              |
| Massa monoisotopica                              | 334,14297583 u |
| Superficie polare                                | 79,4 Å²        |

## Sintesi
La reazione tra p-anisoil cloruro (1) e acido 4-amino-I(2)-metil-3-nitro-I(3)-oxobenzenebutanoico (2) produce acido 4-[4-[(4-Metossibenzoil)amino]-3-nitrofenil]-3-metil-4-ossobutanoico (3). La reazione di questo composto con idrazina genera 5-metil-6-[3-nitro-4-(4-metossibenzolammino)-fenil]-3-osso-4,5-diidro-2H-piridazina. L'idrogenazione catalitica riduce il gruppo nitroso, formando N-(2-amino-4-(1,4,5,6-tetraidro-4-metil-6-oxo-3-piridazinil)fenil)-4-metossi-benzamide (4). La ciclizzazione dell'orto-ammino amide mediante un acido forte porta alla formazione del benzimidazolo corrispondente, ottenendo così pimobendan (5).

Sintesi del Pimobendan

## Reattività e caratteristiche chimiche

### Spettri analitici
- MS-MS[5]
- LC-MS[6]

## Farmacologia e tossicologia

### Farmacocinetica
Il pimobendan viene demetilato ossidativamente in un metabolita farmacologicamente attivo, che viene poi coniugato con solfato o acido glucuronico ed escreto principalmente tramite le feci. L'estensione media del legame proteico del pimobendan e del suo metabolita attivo nel plasma dei cani è superiore al 90%.
Dopo una singola somministrazione orale di 0,25 mg/kg, le concentrazioni plasmatiche massime medie (Cmax) di pimobendan e del metabolita attivo sono state rispettivamente 3,09 (± 0,76) ng/mL e 3,66 (± 1,21) ng/mL. I valori individuali di Cmax per pimobendan e il metabolita attivo sono stati osservati tra 1 e 4 ore dopo la somministrazione (media: 2 e 3 ore, rispettivamente).
La clearance corporea totale del pimobendan è stata di circa 90 mL/min/kg, mentre le emivite terminali di eliminazione del pimobendan e del metabolita attivo sono state circa 0,5 ore e 2 ore, rispettivamente. I livelli plasmatici di pimobendan e del suo metabolita attivo erano inferiori ai livelli quantificabili rispettivamente dopo 4 e 8 ore dalla somministrazione orale.
Il volume di distribuzione allo stato stazionario del pimobendan è 2,6 L/kg, indicando che il farmaco si distribuisce facilmente nei tessuti.

### Farmacodinamica
Il pimobendan esercita un effetto stimolante sul miocardio attraverso un doppio meccanismo d'azione: aumenta la sensibilità al calcio dei miofilamenti cardiaci e inibisce la fosfodiesterasi di tipo III.

### Effetti del composto e usi clinici
È un farmaco inotropo non simpatomimetico e non glicosidico con proprietà vasodilatatorie utilizzato in medicina veterinaria per: 
- ritardare l'insorgenza dell'insufficienza cardiaca congestizia nei cani affetti da malattia mitralica mixomatosa preclinica di stadio B2;[2]
- la gestione dei segni di insufficienza cardiaca congestizia lieve, moderata o grave (Classi IIa, IIIb o IVc della NYHA modificata) nei cani affetti da insufficienza valvolare atrioventricolare (AVVI) o cardiomiopatia dilatativa (DCM);
- uso in associazione a terapie concomitanti per l'insufficienza cardiaca congestizia (es. furosemide), secondo le necessità individuali di ogni caso.[9]

### Controindicazioni ed effetti collaterali
Il farmaco non deve essere somministrato in caso di:
- cardiomiopatia ipertrofica, stenosi aortica o qualsiasi altra condizione clinica in cui un aumento della gittata cardiaca sia inappropriato per ragioni funzionali o anatomiche;
- malattia mitralica mixomatosa preclinica di stadio A o B1 a causa del rischio di patologie cardiache associate a risposte emodinamiche esagerate.

Gli effetti collaterali più comuni includono:
- tosse,
- diarrea,
- vomito,
- dolore,
- claudicazione,
- artrite,
- infezioni del tratto urinario,
- convulsioni.

### Tossicologia
| Organismo | Somministrazione | Dose       | Effetti                                                    |
| --------- | ---------------- | ---------- | ---------------------------------------------------------- |
| Ratto     | orale            | 950 mg/kg  | effetti sulla respirazione ed endocrinologici              |
| Ratto     | sc               | >300 mg/kg |                                                            |
| Ratto     | iv               | 72 mg/kg   | edema polmonare acuto, effetti a livello gastrointestinale |
| Topo      | orale            | >2 gm/kg   |                                                            |
| Scimmia   | orale            | >2 gm/kg   |                                                            |